# Lepismium lumbricoides
Lepismium lumbricoides ist eine Pflanzenart aus der Gattung Lepismium in der Familie der Kakteengewächse (Cactaceae).

## Beschreibung
Lepismium lumbricoides wächst epiphytisch mit reich verzweigten, anlehnenden oder auf Baumrinden kletternden Trieben, die sich mit Luftwurzeln verankern. Die gräulich bis  gelblich grünen, drehrunden Triebesegmente sind weder geflügelt noch kantig noch abgeflacht. Sie sind bis zu 100 Zentimeter oder mehr lang und messen 4 bis 8 Millimetern im Durchmesser. Die Areolen sind mit kurzer, weißer Wolle besetzt. Die daraus entspringenden drei bis acht Dornen sind 3 bis 5 Millimeter lang und fallen meist zeitig ab.
Die seitlich erscheinenden, weißen bis gelblichen Blüten sind radförmig. Sie sind bis zu 2,2 Zentimeter lang und weisen Durchmesser von 3 bis 4 Zentimeter auf. Ihr Perikarpell ist kahl. Die kugelförmigen, anfangs grünen Früchte werden später purpurfarben.

## Verbreitung, Systematik und Gefährdung
Lepismium lumbricoides ist im Süden Brasiliens, in Uruguay, Paraguay und im bolivianischen Departamento Santa Cruz sowie in den argentinischen Provinzen Formosa, Chaco, Misiones bis Tucumán und Buenos Aires in saisonal laubabwerfenden Wäldern in Höhenlagen bis zu 1900 Metern verbreitet. Die Erstbeschreibung als Cereus lumbricoides erfolgte 1839 durch Charles Lemaire. Wilhelm Barthlott stellte sie 1987 in die Gattung Lepismium.
In der Roten Liste gefährdeter Arten der IUCN wird die Art als „Least Concern (LC)“, d. h. als nicht gefährdet geführt.

## Nachweise